# Liberato Salzano
Liberato Salzano is een gemeente in de Braziliaanse deelstaat Rio Grande do Sul. De gemeente telt 6.167 inwoners (schatting 2009).